# Munai
Munai (Bayan ng Munai) är en kommun i Filippinerna. Kommunen ligger på ön Mindanao, och tillhör provinsen Lanao del Norte. Folkmängden uppgår till 15 972 invånare.

## Barangayer
Munai är indelat i 26 barangayer.
| - Bacayawan - Balabacun - Balintad - Kadayonan - Dalama - Lindongan - Lingco-an - Lininding - Lumba-Bayabao - Madaya - Maganding - Matampay - Old Poblacion | - North Cadulawan - Panggao - Pantao - Pantao-A-Munai - Pantaon - Pindolonan - Punong - Ramain - Sandigamunai - Tagoranao - Tambo - Tamparan (Mandaya) - Taporog |